# Europawahl in Spanien 2004
- EdP: 1
- IU: 2
- PSOE: 25
- CiU: 2
- PP: 24

Ergebnis nach Provinzen

Die Europawahl in Spanien 2004 fand am 13. Juni statt.

## Ergebnis
| Listen                          | Listen | Stimmen    | %    | Mandate | +/- |
| ------------------------------- | --- | ---------- | ---- | ------- | --- |
|                                 | Partido Socialista Obrero Español | 6.741.112  | 43,5 | 25      | +1  |
|                                 | Partido Popular | 6.393.192  | 41,2 | 24      | –3  |
|                                 | Galeusca – Pueblos de Europa - Convergència i Unió: Convergència Democràtica de Catalunya – Unió Democràtica de Catalunya: 369.103 Stimmen - Eusko Alderdi Jeltzalea-Partido Nacionalista Vasco: 253.331 Stimmen - Bloque Nacionalista Galego: 141.756 Stimmen - Bloc Nacionalista Valencià: 19.627 Stimmen - PSM-Entesa Nacionalista: 9.394 Stimmen - Wahlbündnis: 5.605 Stimmen                                             | 798.816    | 5,1  | 2       | –2  |
|                                 | Izquierda Unida | 643.136    | 4,1  | 2       | –2  |
|                                 | Europa de los Pueblos - Esquerra Republicana: 272.958 Stimmen a - Eusko Alkartasuna: 64.509 Stimmen - Chunta Aragonesista: 29.520 Stimmen - Asamblea de Izquierdas – Partido Socialista de Andalucía: 6.536 Stimmen - Esquerra Republicana – Eusko Alkartasuna – Chunta Aragonesista: 1.677 Stimmen - Conceju Nacionaliegu Cántabru: 555 Stimmen - Iniciativa Ciudadana de La Rioja: 313 Stimmen - Wahlbündnis: 4.641 Stimmen | 380.709    | 2,5  | 1       | –1  |
|                                 | Coalición Europea - Coalición Canaria: 90.619 Stimmen - Partido Andalucista: 63.783 Stimmen - Partido Aragonés: 14.157 Stimmen - Unió Valenciana: 8.527 Stimmen - Unió Mallorquina: 8.120 Stimmen - Partíu Asturianista: 2.098 Stimmen - Convergencia de Demócratas de Navarra: 1.729 Stimmen - Extremadura Unida: 1.688 Stimmen - Wahlbündnis: 6.510 Stimmen                                                                 | 197.231    | 1,3  | –       | –2  |
|                                 | Los Verdes – Grupo Verde | 68.536     | 0,4  | –       | ±0  |
|                                 | Partido Cannabis por la Legalización y Normalización | 54.460     | 0,4  | –       | Neu |
|                                 | Aralar | 19.993     | 0,1  | –       | Neu |
|                                 | Partido de Acción Socialista | 13.810     | 0,1  | –       | Neu |
|                                 | Centro Democrático y Social | 11.820     | 0,1  | –       | ±0  |
|                                 | Por un Mundo más Justo | 9.202      | 0,1  | –       | Neu |
|                                 | Candidatura d’Unitat Popular | 8.180      | 0,1  | –       | Neu |
|                                 | Partido Obrero Socialista Internacionalista | 7.976      | 0,1  | –       | ±0  |
|                                 | Sonstige < 0,05 % | 69.095     | 0,4  | –       | ±0  |
| Votos en blanco                 | Votos en blanco | 95.014     | 0,6  | –       | –   |
| Gesamt                          | Gesamt | 15.512.282 | 100  | 54      | –10 |
|                                 | |            |      |         |     |
| Ungültige Stimmen               | Ungültige Stimmen | 154.225    | 1,0  |         |     |
| Wähler                          | Wähler | 15.666.507 | 45,1 |         |     |
| Wahlberechtigte                 | Wahlberechtigte | 34.706.044 |      |         |     |
|                                 | |            |      |         |     |
| Quelle: Junta electoral central | |            |      |         |     |

## Fraktionen im Europäischen Parlament
| Liste/Partei                   | Liste/Partei                      | Liste/Partei                                       | Liste/Partei                          | Mandate | Fraktion |
| ------------------------------ | --------------------------------- | -------------------------------------------------- | ------------------------------------- | ------- | -------- |
|                                | Partido Socialista Obrero Español |                                                    | Partido Socialista Obrero Español     | 24 / 54 | SPE      |
|                                | Partido Socialista Obrero Español | Confederación de Los Verdes                        | 1 / 54                                | G/EFA   |          |
|                                | Partido Popular                   | Partido Popular                                    | Partido Popular                       | 24 / 54 | EVP-ED   |
|                                | Galeusca – Pueblos de Europa      |                                                    | Convergència Democràtica de Catalunya | 1 / 54  | ALDE     |
|                                | Galeusca – Pueblos de Europa      | Eusko Alderdi Jeltzalea-Partido Nacionalista Vasco | 1 / 54                                | ALDE    |          |
|                                | IU – ICV-EUiA                     |                                                    | Izquierda Unida                       | 1 / 54  | GUE/NGL  |
|                                | IU – ICV-EUiA                     | Iniciativa per Catalunya Verds                     | 1 / 54                                | G/EFA   |          |
|                                | Europa de los Pueblos             |                                                    | Esquerra Republicana de Catalunya     | 1 / 54  | G/EFA    |
|                                |                                   |                                                    |                                       |         |          |
| Quelle: Europäisches Parlament |                                   |                                                    |                                       |         |          |